# Eemspolder
De Eemspolder is een voormalig waterschap in de provincie Groningen. Het omvatte de gelijknamige in 1876 ingedijkte polder, die tot 1944 direct aan zee gelegen was. Daarna werd de polder aan zeezijde omringd door de nieuwe Emmapolder.
Het schap was gelegen ten noorden van Uithuizen en lag tussen de noordelijke dijk van de Uithuizerpolder en de Oostpolder en de Omringdijk. Het was zo'n 7½ km lang (oost-west) en maximaal 1,2 km breed (noord-zuid). De polder werd bemalen door de bestaande molen de Goliath die in het oosten van de polder stond en rechtstreeks op de Waddenzee uitsloeg. Sinds 1959, na de aanleg van de Emmapolder, watert het gebied naar het zuiden af via een duiker in de slaperdijk op het Oostpolderbermkanaal.
Waterstaatkundig gezien ligt het gebied sinds 1995 binnen dat van het waterschap Noorderzijlvest.